# Trans-Atlantic Exoplanet Survey
Trans-atlantic Exoplanet Survey (TrES) – zespół trzech 10-centymetrowych teleskopów służących do odkrywania egzoplanet, znajdujących się w Lowell Observatory, Palomar Observatory i na Wyspach Kanaryjskich. Zostały wykonane jako sieć małych i tanich teleskopów stworzonych do obserwacji specyficznych i nieznacznych osłabień jasności gwiazdy, których przyczyną może być ruch orbitalny planety.
W ramach projektu TrES odkryto (stan na 19 lutego 2021) pięć planet pozasłonecznych wykorzystując metodę tranzytu.
| Gwiazda         | Gwiazdozbiór | Odległość od Ziemi (ly) | Planeta   | Masa (MJ)       | Promień (RJ)  | Okres orbitalny (d)      | Półoś wielka (au) | Inklinacja (°) | Data odkrycia |
| --------------- | ------------ | ----------------------- | --------- | --------------- | ------------- | ------------------------ | ----------------- | -------------- | ------------- |
| GSC 02652-01324 | Lutni        | 512                     | TrES-1 b  | 0,761 ± 0,05    | 1,099 ± 0,035 | 3,0300722 ± 2×10−7       | 0,0393 ± 0,0007   | 88,4 ± 0,3     | 2004          |
| GSC 03549-02811 | Smoka        | 750 ± 30                | TrES-2 Ab | 1,253 ± 0,052   | 1,189 ± 0,025 | 2,4706133738 ± 1,87×10−8 | 0,03555 ± 0,00075 | 83,908 ± 0,009 | 2006          |
| GSC 03089-00929 | Herkulesa    | 1300                    | TrES-3 b  | 1,91 +0,06−0,07 | 1,305         | 1,30618608 ± 3,8×10−7    | 0,0226 ± 0,0013   | 81,93 ± 0,13   | 2007          |
| GSC 02620-00648 | Herkulesa    | 1400                    | TrES-4 b  | 0,917 ± 0,07    | 1,706 ± 0,056 | 3,5539268 ± 3,2×10−6     | 0,05084 ± 0,0005  | 82,81 ± 0,37   | 2007          |
| GSC 03949-00967 | Pawia        | 360                     | TrES-5 b  | 1,778 ± 0,063   | 1,209 ± 0,021 | 1,4822446 ± 7×10−7       | 0,02446 ± 0,00011 | 84,529 ± 0,005 | 2011          |